# عبد الرحمن هاشم
عبد الرحمن هاشم (بالملايوية: Abdul Rahman Hashim)‏ هو ضابط شرطة ماليزي، ولد في 7 يوليو 1925، وتوفي في 7 يونيو 1974.